# Catharine Parr Traill
Catharine Parr Traill (ur. 9 stycznia 1802 w Londynie, zm. 29 sierpnia 1899) – brytyjska i kanadyjska pisarka, autorka głównie książek dla dzieci.

## Utwory
- The Tell Tale – 1818
- Disobedience – 1819
- Reformation – 1819
- Nursery Fables – 1821
- Little Downy – 1822
- The Flower-Basket – 1825
- Prejudice Reproved – 1826
- The Young Emigrants –1826
- The Juvenile Forget-Me-Not – 1827
- The Keepsake Guineas – 1828
- Amendment – 1828
- Sketches from Nature – 1830
- Sketch Book of a Young Naturalist – 1831
- Narratives of Nature – 1831
- The Backwoods of Canada – 1836
- Canadian Crusoes – 1852
- The Female Emigrant's Guide – 1854
- Lady Mary and Her Nurse – 1856
- Canadian Wild Flowers – 1868
- Studies of Plant Life in Canada – 1885
- Pearls and Pebbles – 1894
- Cot and Cradle Stories – 1895